# Sambo
Sambo je eden od načinov športnega boja, ki je negovan v nekdanji Sovjetski zvezi. Naziv je sestavljen iz začetnih črk »SAMoobramba« in »Brez Orožja« in predstavlja svojevrsten zbornik najučinkovitejših metod samoobrambe. Nastal je na področju bivše ZSSR kot rezultat ustvarjalnih raziskovanj sovjetskih trenerjev in športnikov, izenačil je tisočletne izkušnje različnih narodov, kar zadeva borilne veščine. 
Ko po navadi govorimo o obstoječih in primernih načinih boja (zgolj samoobramba) v svetu, se omenja japonski judo, jiujitsu, sumo, ninjutsu, aikido, karate in karateju podobna: kitajski kung fu in korejski tekvondo. Tvorci novo - nastajajoče šole bi radi prišli do najučinkovitejših elementov boja s preučevanjem vseh teh sistemov s posebnim poudarkom na jiujitsu, judu in karateju. Osnova samboa je stara narodna veščina, ki jih je v Sovjetski zvezi čez dvajset. Tu so se pomešali gruzijski čidaobi, turkmenski goreš, azerbajdžanski gjuleš, armenski kohe, kazastanski kures, moldavski trinte, tadžiški guštingiri in drugi. 
Začetek razvijanja samboa, kot samostojne oblike športa, sega v organizacijo vsesplošnega vojaškega pouka z izučitvijo načina samoobrambe iz bližine za pripravo vojaka Rdeče armade. Entuzijasti športnega društva »Dinamo« leta 1923 začenjajo s pionirskim podjetjem, ustvarjalno misijo, ki deluje na sistematizaciji nacionalnih borilnih veščin, da bi za deset let, natančneje leta 1935, izločili novi sistem, ki bo postal osnova samboa. 
Govoreč o nastanku in razvoju samboa, ne moremo mimo velikega raziskovalnega, metodološkega in organizacijskega dela Vasilija Sergejeviča Ošćepkova in Viktorja Afanasjeviča Spiridonova, trenerja in pedagoga, čigar delo predstavlja posebne stopnje za sambo in ki zahtevajo poseben pogled. Njihovim imenom se obvezno priključuje še ime Anatolija Arkadjeviča Harlampijeva, ki je bil izredno zanimiv športnik, kasneje tudi izkušen trener ZSSR. Harlampijev je prihajal na borišče z zvezanimi očmi, da bi dokazal prednost samboa, in po navadi premagal nasprotnike, ki so uporabljali druge borilne veščine. Takšna ekstravaganca je vplivala na popularizacijo samboa in zmanjšala magično moč juda, vsaj v Sovjetski zvezi. 
Trenerji Čumakov, Vasiljev, Maslov, Ninašvili in mnogi drugi so pripomogli, da sambo dobi prehod in da se priključi vrhunskemu športu. 16. novembra 1938 je Vse-sovjetski komite za telesno kulturo in šport izpostavil »da je sambo nastal iz najpomembnejših elementov nacionalnih načinov bojevanja: gruzijskega, tadžiškega, kazastanskega, uzbeškega, kirgiškega … in da je postal izredno pomembna športna disciplina«. Ta datum javnega imenovanja pomeni rojstni dan samboa. 
V drugi svetovni vojni so bili mnogi med samboisti priključeni specialnim enotam in so za svoje zasluge kasneje nagrajeni z vojaškimi odlikovanji (Golev, Danilin itd.). V mirnem obdobju se je sambo hitro razvijal. 1962 sovjetski samboisti uspešno nastopijo na evropskih in svetovnih prvenstvih v judu. Tu so se pokazale tudi nekatere prednosti samboa, kar so med prvimi priznali Japonci, rodovni starosta juda. Na Japonskem je celo nastalo združenje samboa, ki organizira prvenstvo in sodeluje na mednarodnih tekmovanjih. Veliko zanimanje se je pojavilo tudi v Bolgariji (1975), nato v Jugoslaviji, Mongoliji, na Nizozemskem, v Veliki Britaniji, Španiji. Junija 1967. leta je na rednem kongresu FILA-e sambo priznan kot mednarodna disciplina. Tako se je za samboiste odprla pot na mednarodno športno sceno. V Rigi je leta 1967 bil prvi uradni mednarodni turnir, na kateremu so sodelovali Sovjetska zveza, Bolgarija, Mongolija, Japonska in Jugoslavija. Drugi mednarodni turnir se je zgodil v Moskvi 1969. Tu sta se priključila še Velika Britanija in Nizozemska, Jugoslavija pa ni sodelovala. 
Prvo prvenstvo Evrope je bilo v Rigi leta 1972, ko so sovjetski športniki osvojili osem zlatih in dve srebrni medalji. Prvi prvaki Evrope v sambou so postali Vladimir Kjuljonen, Aleksandar Hoš, Konstantin Gerasimov, Vladimir Nevzorov, Fedorov, Ezerskes, Kuznecov, Sergej Novikov. 
Prvo prvenstvo sveta je bilo v Teheranu leta 1973, kjer je sodelovalo 69 športnikov iz dvanajstih držav. Z uvrstitvijo samboa v program moskovske Olimpiade je popularizacija tega športa dosežena. Trenutno se ta disciplina neguje v približno šestdesetih državah Evrope, Azije, Amerike in Afrike. Po vzoru na Mednarodno federacijo borilnih veščin so leta 1985 samboisti ustanovili svojo Mednarodno federacijo (FIAS). 
Tekmovanja v sambou se odvijajo v posamezni in skupinski konkurenci, medtem ko je sistem tekmovanja krožni, na izpadanje in mešani. Borišče je narejeno iz asure, ki je prekrita s posebnim pogrinjalom. Tekmovalci so oblečeni v zgornji del kimone (podobne judo kimoni) s pasom in v kratke športne hlačke. Obuti so v športne copate z mehkim podplatom. Med seboj tekmujejo v seniorski kategoriji starejših in mlajših juniorjev. 
Od elementov, ki jih vrednotimo na tekmovanju, je najbolj pomembno metanje v stoječem položaju in držanje, nato pa tehnike, ki povzročajo bolečine v boju. Boj pri mlajših juniorjih traja 4-6 minut, medtem ko je pri starejših juniorjih in seniorjih dolg 8 minut. Po koncu boja enemu od tekmovalcev obvezno pripada zmaga, ki jo sodniki ocenijo kot: popolna, z očitno prednostjo, po korakih, z manj očitno prednostjo in z minimalno prednostjo. 
Internacionalni princip, na katerem je zasnovan sambo, dovoljuje športnikom uporabo uveljavljenih načinov iz lastne nacionalne veščine. To nam pove, da razvoj tehnike samboa ni končan. Obstajajo velike verjetnosti za njegovo obogatitev. Razvoj in rast te internacionalne veščine se nadaljuje.